# El Batán
El Batán est une commune d’Espagne, dans la communauté autonome de Estrémadure.